# 171429 Hunstead
171429 Hunstead è un asteroide della fascia principale. Scoperto nel 2007, presenta un'orbita caratterizzata da un semiasse maggiore pari a 3,1162000 UA e da un'eccentricità di 0,0935507, inclinata di 15,51364° rispetto all'eclittica.